# Действительный государственный советник Российской Федерации 1-го класса

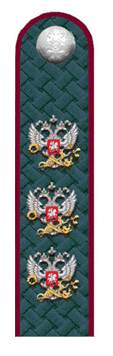
Знак различия действительного государственного советника Российской Федерации 1 класса (Федеральная налоговая служба)

Действительный государственный советник Российской Федерации 1 класса — высший классный чин федеральной государственной гражданской службы Российской Федерации.

## Основные сведения
Действительный государственный советник Российской Федерации 1 класса впервые появился в российском законодательстве со вступлением в силу Федерального закона от 31 июля 1995 года № 119-ФЗ «Об основах государственной службы Российской Федерации» (в качестве квалификационного разряда) и сохранился со вступлением в силу Федерального закона от 27 июля 2004 года № 79-ФЗ «О государственной гражданской службе Российской Федерации» (в качестве классного чина).
Данный классный чин присваивается Президентом Российской Федерации. Он находится на одну ступень выше классного чина действительного государственного советника Российской Федерации 2 класса.
Согласно таблице, утверждённой Указом Президента Российской Федерации от 1 февраля 2005 года № 113, классный чин действительного государственного советника Российской Федерации 1 класса соответствует воинскому званию генерала армии (адмирала флота).

## Лица, которым был присвоен классный чин
В нижеприведённой таблице указаны сведения об общем количестве лиц, которым был присвоен классный чин действительного государственного советника Российской Федерации 1 класса (с разбивкой по 5-летним периодам):
| Период    | Количество лиц                          |
| --------- | --------------------------------------- |
| 1995—1999 | 174                                     |
| 2000—2004 | 143                                     |
| 2005—2009 | 96                                      |
| 2010—2014 | 145                                     |
| 2015—2019 | 88                                      |
| 2020—2024 | 78 (по состоянию на 4 января 2023 года) |